# Cerveteri
Cerveteri olaszországi város, Lazio tartományban, Rómától 42 kilométerre északnyugatra. Lakosai száma 32 574 fő, területe 134 négyzetkilométer. Szomszédos települései: Anguillara Sabazia, Bracciano, Fiumicino, Ladispoli, Santa Marinella és Tolfa.
A város eredeti neve Caere; hajdan virágzó városállam volt, ahol az etruszkok hatalmas nekropoliszt építettek. 2004 óta Cerveteri és a közelében fekvő Tarquinia temetővárosai – közel 1000 feltárt halomsír – az etruszk lakóépítészet egyetlen ránk maradt emlékei, az UNESCO kulturális világörökségének részei.

## Története
Cerveteri, az ókori etruszk  Caere „örököse” egy tufafennsíkon fekszik. A település egyike volt azoknak a nagyhatalmú tengerparti városállamoknak, amelyet az ősi Itália legtitokzatosabb népe épített. Caere lakói a közeli Tolfa-hegyek bányáinak kiaknázásából éltek, és a Tirrén-tengeri kikötőkön keresztül élénk kereskedelmi kapcsolatot folytattak Görögországgal és a Közel-Kelettel. Az etruszkok a föníciaiaktól vették át a fejlett városi kultúrát, valamint a fémmegmunkálás és a kerámiakészítés módszereit, amelyet később tovább tökéletesítettek. Caere kétségtelenül a térség leggazdagabb és legbefolyásosabb városa volt; virágkora az i. e. 7. századtól az i. e. 5. század elejéig tartott. Lakóinak számát 100 000-re becsülik. Ezután a gazdasági válság sújtotta terület hanyatlásnak indult, majd i. e. 353-ban a rómaiak elfoglalták a várost.

## A város nevezetességei
- Necropoli della Banditaccia – a világörökség része, Cerveteri monumentális föld alatti sírjairól és különleges városszerkezetéről híressé vált etruszk nekropolisza
- A Rocca (kastély)
- Santa Maria Maggiore-templom
- Palazzo Ruspoli, az 1533-ban Orsini által újjáépíttetett bárói palota. A kapuzat és a homlokzati erkély a 17. században, a palotát a Santa Maria Maggiore templommal összekötő passetto (zárt híd) 1760-ban épült.
- Az apró Sant'Antonio Abate-kápolna, amelyet Lorenzo da Viterbo freskói díszítenek (1472).
- Ceri középkori vára
- Cerenova kastélya

## Testvérvárosok
- Németország Fürstenfeldbruck
- Franciaország Livry-Gargan
- Spanyolország Almuñécar